# Adam Sørensen
Adam Sørensen (født 11. november 2000 i Herlev) er en dansk fodboldspiller, der spiller for  Odense Boldklub.

## Karriere

### Lyngby Boldklub
Adam Sørensen havde sin fodboldopvækst i Lyngby Boldklub, og han fik som kun 17 år og 116 dage gammel sin debutkamp i Superligaen. Dermed er han den yngste spiller, Lyngby Boldklub har brugt i en Superligakamp.

### FK Bodø/Glimt
Adam Sørensen blev i vintertransfervinduet 2023 solgt til norske FK Bodø/Glimt.

## Landsholdskarriere
Onsdag den 23. august 2018 blev Adam Sørensen udtaget til Danmark U/19-holdet. Han fik sin debut herfor den 7. september, da han blev skiftet ind i pausen i stedet for Lukas Klitten i en 2-1-sejr over Norge ved en international turnering i Gävle, Sverige.